# Ukrainische Freie Universität
Die Ukrainische Freie Universität (UFU, ukrainisch Український вільний університет; lateinisch Universitas Libera Ucrainensis) ist eine private Exil-Universität, die am 17. Januar 1921 in Wien gegründet wurde, im selben Jahr nach Prag übersiedelte und seit 1945 ihren Sitz in München hat. Seit 1978 ist die UFU eine Universität mit Promotions- und Habilitationsrecht.

## Geschichte

### Gründung bis 1945
Kurz nach der Gründung 1921 in Wien wurde die Ukrainische Freie Universität im Herbst 1921 nach Prag verlegt, der Hauptstadt der damals noch jungen Tschechoslowakei. Die Initiative zur Gründung einer privaten Universität außerhalb der Grenzen der Ukraine ging von ukrainischen Professoren, Schriftstellern, Journalisten und Studenten aus, die Bürger Österreich-Ungarns bzw. Russlands gewesen waren. Nach dem Ersten Weltkrieg und den gescheiterten ukrainischen Befreiungsbemühungen gingen diese in die Emigration. Urheber der Gründungsidee und erster Rektor der Universität war der Literaturwissenschaftler und Sprachwissenschaftler Oleksandr Kolessa.
In Prag stellte die tschechoslowakische Regierung unter Präsident Masaryk Räumlichkeiten für die Universität zur Verfügung und leistete finanzielle Unterstützung. Zu dieser Zeit lebten in Prag zahlreiche ukrainische Professoren und junge Studenten, die zur Entwicklung der Universität beitrugen.
Die Universität unterhielt zunächst nur zwei Fakultäten – die philosophische und die Rechts-, Sozial- und Wirtschaftswissenschaftliche. Das Professorenkollegium setzte sich aus prominenten Gelehrten zusammen, denen man in der Ukrainischen Sozialistischen Sowjetrepublik ihre Lehrstühle und ihre Lehrbefugnis entzogen hatte. Unter ihnen waren bekannte Namen wie Dmytro Antonowytsch, Leonid Bilezkyj, Johann Horbaczewski, Stanislav Dnistrajanskyj, Dmytro Doroschenko, Oleksandr Kolessa, Stepan Rudnyzkyj, Wolodymyr Starosolskyj, Stepan Smal-Stozkyj, Andrij Jakowliw und Serhij Scheluchin. Im ersten Semester schrieben sich über 700 Hörer ein. Während ihrer Existenz in Prag entwickelte die Universität rege pädagogische, wissenschaftliche, forschende und publizierende Aktivitäten, die sowohl innerhalb der Tschechoslowakei als auch über die Grenzen hinaus bekannt wurde.

### Neuzeit nach 1945
Nach dem Ende des Zweiten Weltkrieges sahen sich die meisten Professoren und Studenten gezwungen, Prag zu verlassen und nach Bayern umzusiedeln. In München begann so im Herbst 1945 der dritte Abschnitt (nach Wien und Prag) in der Geschichte der Ukrainischen Freien Universität. Der Neuanfang in München war aufgrund der finanziellen Lage mühsam. Dennoch wurde die UFU stets mit Geldmitteln unterstützt: "In München erhielt die Universität Zuwendungen des Heiligen Stuhles, die von Erzbischof Ivan Bučko (1891-1974), der dem Kuratorium der Universität vorstand, vermittelt wurden, sowie der UNRRA (United Nations Relief and Rehabilitation Administration), einer Sonderorganisation der Vereinten Nationen für Hilfe und Fürsorge, die ihre Arbeit in Deutschland Mitte 1945 aufnahm. Seitens deutscher Regierungsstellen genoss die Universität Zuwendungen im Zuge einer Fehlbedarfsfinanzierung seitens des Bundes durch das Ministerium des Innern und des Freistaates Bayern, zuletzt durch das Wissenschaftsministerium. Die Zuwendungen des Bundes wurden zum Ende des Jahres 1996 eingestellt. Der Freistaat Bayern leistete eine finanzielle Hilfe bis zum Jahre 2004.". An beiden Fakultäten zusammen erreichte 1947 das Kollegium dennoch eine Stärke von 80 Hochschullehrern. „Zurzeit (2013) wird das Wirken der Universität von Erträgen aus einem eigenen Kapitalfonds, der vom Trägerverein Freunde der Ukrainischen Freien Universität verwaltet wird, Studiengebühren, Zuwendungen der universitätseigenen Stiftungen in den Vereinigten Staaten von Amerika (Ukrainian Free University Foundation, Inc., mit Sitz in New York) und Kanada (Canadian Foundation to the Ukrainian Free University mit Sitz in Winnipeg) sowie aus Spenden, die von der ukrainischen Emigration und von Nichtukrainern geleistet werden. Die aktive finanzielle Unterstützung der ukrainischen Diaspora bleibt seit der Gründung ein entscheidender Faktor für das Weiterbestehen der Institution.“
Die Hochschule erhielt die Genehmigung (keine Anerkennung) der Bayerischen Staatsregierung und das Recht zu Promotion und Habilitation.
Im Bayerischen Hochschulgesetz vom 28. Juni 1978 sprach man der UFU in einer separaten Gesetzesnovelle zusätzlich das Recht zu, die akademischen Grade Magister, Doktor und habilitierter Doktor zu vergeben. Das Ministerium der Ukraine erkennt seit 12. November 1992 die Diplome der Ukrainischen Freien Universität an. „Studierende der UFU haben die Möglichkeit, ein Stipendium der Stiftung der Ukrainischen Freien Universität New York zu erhalten.“

## Status quo
Heute nimmt die Universität ausschließlich nichtdeutsche Studierende mit ausreichenden Ukrainisch- und Deutschkenntnissen gegen eine Studiengebühr von 600 Euro pro Semester auf, deutsche Staatsbürger sind als Gasthörer zugelassen. 2007 waren 149 Studierende eingeschrieben. Von der Bayerischen Staatsregierung wird die UFU mit 25.000 Euro jährlich unterstützt – früher betrug das Fördergeld rund 125.000 Euro. Nach der Wiedervereinigung Deutschlands hat sich die Bundesregierung aus der Förderung zurückgezogen.
Die Ukrainische Freie Universität wird von Marija Pryschljak (ukrainisch Марія Пришляк) als Rektorin geleitet. Sie wurde 2015 das erste Mal in dieses Amt gewählt und hat diese Position seit 2016 inne. Der Kanzler der Universität ist Dmytro Shevchenko (ukrainisch Дмитро Шевченко).
Die Universität ist in drei Fachgebiete unterteilt:
- Fakultät für Staats- und Wirtschaftswissenschaften (Dekan: Myroslaw Kyj (ukrainisch Мирослав Кий))
  - Betriebswissenschaften
  - Kunstwissenschaften
  - Politikwissenschaften
  - Rechtswissenschaften
- Fakultät für Ukrainistik (Dekanin: Tamara Hundorowa (ukrainisch Тамара Гундорова))
  - Ukrainische Sprache und Literatur
  - Ukrainistik
- Philosophische Fakultät (Dekanin: Laryssa Didkowska (ukrainisch Лариса Дідковська))
  - Geschichtswissenschaften
  - Internationale Beziehungen
  - Pädagogik
  - Philosophie
  - Psychologie

Zur Universität gehört auch das Institut für soziale Marktwirtschaft in der Ukraine (Leiter: Hansjürgen Doss).
Die rund 35.000 Bände umfassende Bibliothek gilt als die größte ukrainische Spezialbibliothek in Westeuropa.
Die Universität ist inzwischen in München-Nymphenburg (Barellistraße 9a) untergebracht. In den Jahren 1945 bis 2008 war ihr Standort eine alte Villa in der Pienzenauerstraße 15; ab 1900 war dieses Haus der Wohnsitz der Intellektuellenfamilie Hallgarten.

## Rektoren
- Oleksandr Kolessa (1921–1922, 1925–1928, 1935–1937, 1943–1944)
- Stanislaw Dnistrjanskyj (ukrainisch Станіслав Северинович Дністрянський; 1922–1923)
- Ivan Horbaczewski (1923–1924, 1931–1935)
- Fedir Schtscherbyna (ukrainisch Федір Андрійович Щербина; 1924–1925)
- Dmytro Antonowytsch (1928–1930, 1937–1938)
- Andrij Jakowliw (ukrainisch Андрій Іванович Яковлів; 1930–1931, 1944–1945)
- Oleksandr Myzjuk (1938–1939, 1940–1941)
- Iwan Borkowskyj (ukrainisch Іван Іванович Борковський; 1939–1940, 1941–1943)
- Awgustyn Woloschyn (1945)
- Wadym Schtscherbakiwskyj (ukrainisch Вадим Михайлович Щербаківський; 1946–1947)
- Ivan Mirtschuk (ukrainisch Іван Мірчук; 1947–1948, 1950–1955, 1956–1961)
- Jurij Panejko (ukrainisch Юрій Лукич Панейко; 1948–1950, 1961–1962)
- Mykola Wassyljew (ukrainisch Микола Михайлович Васильєв; 1955–1956)
- Oleksandr Kultschyzkyj (1963)
- Wassyl Orelezkyj (ukrainisch Василь Орелецький; 1964, 1966–1968)
- Jurij Bojko-Blochin (ukrainisch Юрій Гаврилович Бойко-Блохін; 1965–1966)
- Wolodymyr Janiw (ukrainisch Володимир Михайло Янів; 1968–1986)
- Teodor-Bohdan Zjuzjura (ukrainisch Теодор-Богдан Вікторович Цюцюра; 1986–1992)
- Petro Goj (ukrainisch Петро Ґой; 1992–1993)
- Roman Draschnjowskyj (ukrainisch Роман Йосипович Дражньовський; 1993–1995)
- Myroslaw Labunka (ukrainisch Мирослав Олексійович Лабунька; 1995–1998)
- Leonid Rudnytzky (1998–2003)
- Albert Kipa (ukrainisch Альберт Кіпа; 2004–2007)
- Iwan Myhul (ukrainisch Іван Мигул; 2008–2011)
- Jaroslawa Melnyk (ukrainisch Ярослава Мельник; 2012–2015)
- Marija Pryschljak (ukrainisch Марія Пришляк; 2016–2024)[11][12]
- Laryssa Didkowska (ukrainisch Лариса Дідковська; 2024–)[13]

## Bekannte Professoren und Absolventen
- Jurij Andruchowytsch (* 1960), ukrainischer Dichter, Schriftsteller und Übersetzer, Ehrendoktor der Universität (1. Februar 2012)
- Wolf-Ulrich Cropp (* 1941), Hauptgeschäftsführer i. R., Schriftsteller, Journalist, Vorstand der Hamburger Autorenvereinigung e. V., Dr. rer. oec. h. c. der Universität (20. November 1982)
- Dmytro Doroschenko (1882–1951), Historiker, Professor an der Universität 1921–1951
- Otto Eichelmann (1854–1943), Staats- und Völkerrechtler, Rechtshistoriker
- Oleh Feschowetz (* 1964), Philosoph, Herausgeber und Historiker.
- Bohdan Futey (* 1939), Richter am U.S. Court of Federal Claims
- Bohdan Hawrylyshyn (1926–2016), Wirtschaftswissenschaftler, Mitglied des Club of Rome, ehemaliger Direktor des International Management Institute, einem der Vorgänger des International Institute for Management Development
- Reinhard Heydenreuter (* 1942), Archivdirektor am Bayerischen Hauptstaatsarchiv
- Oleksa Horbatsch (1918–1997), ukrainischer Slawist, Sprachwissenschaftler, Professor der Frankfurtern Universität, der Ukrainischen Katholischen Universität in Rom
- Wolodymyr Janiw (1908–1991), Führer der ukrainischen Unabhängigkeitsbewegung, Redakteur verschiedener Zeitschriften, viele Jahre inhaftiert, Psychologe, Soziologe und Dichter. Professor in München ab 1955 und Rektor der Ukrainischen Freien Universität (UFU) von 1968 bis 1986
- Paul Kirchhof (* 1943), deutscher Verfassungsrechtler, Ehrendoktor der Universität (25. Januar 2008)
- Wolodymyr Kubijowytsch (1900–1985), Ethnograph, Geograph, Herausgeber der Encyclopedia of Ukraine
- Serhij Kwit (* 1965), Bildungsminister der Ukraine, ehemaliger Rektor der renommierten ukrainischen Universität Kiew-Mohyla Akademie
- Oleksandr Myzjuk (1883–1943), Ökonom, Soziologe, Politiker
- Bohdan Osadczuk (1920–2011), Journalist und Politikwissenschaftler
- Natalija Polonska-Wassylenko (1884–1973), Historikerin
- Lew Rebet (1912–1957), Führer der OUN, 1957 von einem KGB-Agenten in München ermordet
- Pawlo Sajzew (1886–1965), ukrainischer Philologe, Literaturkritiker, Schewtschenko-Biograph und Politiker
- Serhij Scheluchin (1864–1938), ukrainischer Jurist, Historiker, Schriftsteller und Politiker
- Jurij Scheweliow (Scherech) (1908–2002), amerikanisch-ukrainische Slawist, Sprach- und Literaturwissenschaftler, Professor an der Harward University und Columbia University
- Roman Smal-Stozkyj (1893–1969), Linguist, Hochschullehrer und Botschafter
- Ihor Sonewytskyj (1926–2006), Komponist, Dirigent und Musikwissenschaftler
- Dmytro Stepowyk (1938–2024), ukrainischer Kunsthistoriker, Theologe und Philosoph
- Petro Stetsiuk (* 1962), Richter am Verfassungsgericht der Ukraine
- Dmitrij Tschižewskij (1894–1977), deutsch-ukrainischer Slawist, Philosoph und Kulturwissenschaftler
- Petro Werhun (1890–1957), ukrainischer Priester und Märtyrer, wurde von Papst Johannes Paul II. im Jahr 2001 seliggesprochen